# الکساندر میشون
الکساندر میشون (روسی: Александр Михайлович Мишон؛ ۵ ژوئیه ۱۸۵۸ – ۵ ژوئیه ۱۹۲۱) یک کارگردان، و عکاس فرانسوی‌تبار اهل روسیه بود. او ۲۵ سال در باکو مرکز جمهوری آذربایجان زندگی کرد. الکساندر میشون از پیشگامان تاریخ سینمای آذربایجان است.

## گزیده آثار
- بندر و کشتی بخار - ۱۸۹۸
- ورود قطار به ایستگاه -۱۸۹۸
- تشریفات بدرقه اعلی‌حضرت امیر بخارا در کشتی بخار - ۱۸۹۸